# Federação de Futebol da Macedônia do Norte
A Federação de Futebol da Macedônia do Norte (em macedônio: Фудбалска Федерација на Македонија, transl. Fudbalska Federatsiya na Makedoniya, ou ФФМ/FFM) é o órgão que governa o futebol na Macedônia do Norte. Ela organiza a liga de futebol, o Campeonato da Macedônio do Norte de Futebol, e a Seleção da Macedônia do Norte de Futebol. É sediada em Escópia. A entidade atualmente é dirigida por Ilčo Gjorgioski.

## História
O futebol na Macedônia do Norte remonta ao início do Século XX, mais concretamente a abril de 1909, mês em que, segundo os registos, se realizou o primeiro jogo no território, em Escópia. Na ocasião, uma equipe de Napredak derrotou um conjunto britânico formado no exército e um monumento relacionado com o futebol foi erigido para comemorar o histórico evento.
O primeiro clube a surgir foi o FK Vardar, de Escópia, em 1912, e dez anos após foram fundados mais dois, o FK Belasica GC e o FK Bregalnica Stip. Durante a Segunda Guerra Mundial, as equipas representativas da ARI da Macedónia jogaram contra formações do exército da Alemanha e Bulgária, mas não havia nenhuma selecção nacional em termos oficiais antes da independência do país, em 1991. Muitos dos jogadores macedônios também jogavam pela seleção búlgara.
Em 1945, logo após o fim da Segunda Guerra Mundial, o primeiro departamento de futebol foi criado como parte da associação esportiva da cidade de Escópia, com o Sr. Gustav Vlahov como seu presidente. A seção de futebol foi separada em 16 de agosto de 1948, e a Associação de Futebol da Iugoslávia foi oficialmente formada em 14 de agosto de 1949. Desde sua fundação em 1948, o organismo integrou a Federação Iugoslava de Futebol até 1991, ano em que nasceu a Federação de Futebol da Antiga República Iugoslava da Macedônia (FFM). De 1949 a 2002, chamava-se Associação de Futebol da Macedônia (FFM) (em macedônio/macedónio:  Фудбалски Сојуз на Македонија / Fudbalski Sojuz na Makedonija ou ФСМ/FSM). O primeiro presidente foi Ljubisav Ivanov - Dzingo. Em 7 de fevereiro de 1993, a Associação de Futebol da Macedônia organiza a primeira Assembleia independente e o primeiro campeonato organizado no país realizou-se em 1992/93, com a participação de 18 clubes. O Vardar conquistou o título e também a Taça da Macedônia. Em 1994, a ARI da Macedônia juntou-se à família global do futebol através da sua integração na FIFA e UEFA.Em 2003, a Associação de Futebol da Macedônia (FSM) é renomeada para Federação de Futebol da Macedônia - FFM.

## Escudo
Em 22 de março de 2014, a FFM lançou seu mais novo escudo.

## Atividades
Ela comanda ou organiza a:
- Primeira Liga Macedônia de Futebol
- Segunda Liga Macedônia de Futebol
- Terceira Liga Macedônia de Futebol
- Ligas Reginais Macedônia
- Copa da Macedônia do Norte de Futebol
- Supercopa da Macedônia do Norte de Futebol
- Campeonato da Macedônia do Norte de Futebol Feminino
- Copa da Macedônia do Norte de Futebol Feminino
- Seleção da Macedônia do Norte de Futebol
- Seleção Macedônia de Futebol Sub-21
- Seleção Macedônia de Futebol Sub-19
- Seleção Macedônia de Futebol Sub-17
- Seleção da Macedônia do Norte de Futebol Feminino
- Seleção da Macedônia do Norte de Futsal

## Informações
| Cargo                          | Nome                 | Nacionalidade      |
| ------------------------------ | -------------------- | ------------------ |
| Presidente                     | Ilcho Gjorgioski     | Macedónia do Norte |
| Vice-presidente                | Muamed Sejdini       | Macedónia do Norte |
| Secretário-Geral               | Filip Popovski       | Macedónia do Norte |
| Diretor Técnico                | Nebojsa Markovski    | Macedónia do Norte |
| Treinador da Seleção Masculina | Igor Angelovski      | Macedónia do Norte |
| Treinador da Seleção Feminina  | Kiril Izov           | Macedónia do Norte |
| Coordenador de Arbitragem      | Tomislav Mladenovski | Macedónia do Norte |

## Presidentes
| Presidente                | Anos no poder |
| ------------------------- | ------------- |
| Ljubisav Ivanov-Dzingo    | 1993–1999     |
| Lambe Arnaudov            | 1999–2002     |
| Haralampie Hadji-Risteski | 2002–2012     |
| Ilcho Gjorgioski          | 2012–presente |